# Estació de Sant Beltran
Sant Beltran va ser una estació de ferrocarril construïda per la Companyia dels Ferrocarrils de Valls a Vilanova i Barcelona (VVB) a les Hortes de Sant Beltran vora les Drassanes de Barcelona. L'estació es trobava a la línia Barcelona-Vilanova-Valls i n'era la terminal a Barcelona. El ramal on era ubicada va ser desmantellat posteriorment.
Aquesta estació de la línia de Vilanova va entrar en servei l'any 1881 quan es va obrir el tram entre les Hortes de Sant Beltran (Barcelona) i Vilanova i la Geltrú. Posteriorment l'any 1887 amb la unificació de la línia amb la línia de Vilafranca, els trens de viatgers van deixar de passar per la carretera del Morrot, per passar per l'actual traçat per Bellvitge.
Posteriorment, quan donava cobertura al port, s'havia d'ampliar en el marc d'actuacions del Pla de diversificació del trànsit ferroviari plantejat per l'empresa MZA per descongestionar l'Estació de França i l'estació del Clot. Es va aprovar l'ampliació el 1902 però finalment només es feu de forma parcial per un conveni amb el Port de Barcelona i va acabar amb el desmantellament del baixador i el trasllat d'aquest a la planificada estació del Morrot que va entrar en funcionament el 1917 com a terminal ferroviària de mercaderies del Port.